# Рекет (фільм, 1928)
«Рекет» (англ. The Racket) — американський чорно-білий німий художній фільм, кримінальна драма режисера Люїса Майлстоуна, що вийшла в 1928 році. У головних ролях Томас Міган і Марі Прево. Перший фільм, що номінувався на премію «Оскар» в категорії «Найкращий фільм».

## Сюжет
Чесний капітан поліції Джеймс МакКвіг дає обіцянку зруйнувати потужну систему контрабанди, захищену корумпованими політиками й суддями.

## У ролях
- Томас Міган — капітан Джеймс МакКвіг
- Луїс Волгайм — Нік Скарзі
- Марі Прево — Гелен Гейс
- Дж. Пет Коллінз — Джонсон
- Генрі Седлі — Спайк
- Джордж Стоун — Джо Скарзі
- Сем Де Ґрасс — Велг
- Річард Галлагер — Міллер
- Лі Моран — Пратт

## Критика
Через сцени, що зображають американську поліцію і міський уряд не з найкращого боку, фільм був заборонений в Чикаго. На сьогодні існує всього лише одна копія картини, що зберігається в архіві Департаменту кіно Лас-Вегаса.